# Forum Młodych Ludowców
Forum Młodych Ludowców (FML) – młodzieżówka Polskiego Stronnictwa Ludowego. Posiada struktury we wszystkich województwach i w większości powiatów.
FML jest stowarzyszeniem i działa od 2000 i utworzone zostało z inicjatywy młodych działaczy Polskiego Stronnictwa Ludowego z terenu województwa lubelskiego. Wcześniej nieformalne młodzieżowe zaplecze PSL stanowił Związek Młodzieży Wiejskiej, który stał się wówczas organizacją apolityczną. Wzorami polityków historycznych, do których odwołuje się FML, są Karol Lewakowski, Wincenty Witos, Maciej Rataj i Stanisław Mikołajczyk. FML stawia za cel propagowanie demokratycznych zachowań, w szczególności wśród ludzi młodych. Posiada kilka tysięcy członków i sympatyków.

## Prezesi
- 2000–2001: Piotr Sawicki
- 2001–2005: Witold Perka
- 2005–2013: Dariusz Klimczak
- 2013–2017: Tomasz Pilawka
- 2017–2023: Miłosz Motyka
- od 2023: Konrad Gwóźdź